# Манди, Аисса
Аи́сса Манди́ (фр. Aïssa Mandi, 22 октября 1991, Шалон-ан-Шампань, Марна, Франция) — алжирский футболист, защитник французского клуба «Лилль» и сборной Алжира. Участник чемпионата мира 2014.

## Клубная карьера
Аисса Манди родился в Шалон-ан-Шампани в семье алжирцев — выходцев из Орана. Начал играть в футбол в юношеских командах клуба «Реймс». С сезона 2008/09 играл за дублирующий состав клуба, в 2009 году переведён в основной состав.
Дебютировал во взрослом футболе 13 октября 2009 года в третьем (любительском) французском дивизионе, выйдя на замену на 93-й минуте матча с «Луан-Кюизо». Этот матч остался для Манди единственным в сезоне 2009/10.
Первый матч на профессиональном уровне сыграл 20 августа 2010 года в Лиге 2 против «Гавра». Вместе с командой вышел из третьего дивизиона в первый и постепенно стал основным правым защитником клуба. В матче против «Пари Сен-Жермен» 5 апреля 2014 года забил два гола в свои ворота. Имеет действующий контракт с «Реймсом» до 2017 года.
1 июля 2016 года перешёл в «Бетис».
16 июня 2021 года подписал четырёхлетний контракт с «Вильярреалом».

## Карьера в сборной
Манди предпочёл выступать за сборную Алжира, хотя имел право играть за Францию. Впервые вызван на сборы тренером Вахидом Халилходжичем в ноябре 2013 года. Первый матч за Алжир сыграл 5 марта 2014 года против Словении (2:0).
В июне 2014 года был включён в состав сборной для участия в финальном турнире Чемпионата мира 2014. На турнире сыграл три матча — в групповом турнире против Кореи и России и на стадии 1/8 финала с Германией.
| Матчи за сборную Алжира | Матчи за сборную Алжира | Матчи за сборную Алжира | Матчи за сборную Алжира | Матчи за сборную Алжира | Матчи за сборную Алжира | Матчи за сборную Алжира        |
| ----------------------- | ----------------------- | ----------------------- | ----------------------- | ----------------------- | ----------------------- | ------------------------------ |
| №                       | Дата                    | Соперник                | Счёт                    | Минуты                  | Голы                    | Соревнование                   |
| 1                       | 5 марта 2014            | Словения                | 2:0                     | 90                      | 0                       | Товарищеский матч              |
| 2                       | 31 мая 2014             | Армения                 | 3:1                     | 90                      | 0                       | Товарищеский матч              |
| 3                       | 22 июня 2014            | Республика Корея        | 4:2                     | 90                      | 0                       | Чемпионат мира по футболу 2014 |
| 4                       | 26 июня 2014            | Россия                  | 1:1                     | 90                      | 0                       | Чемпионат мира по футболу 2014 |
| 5                       | 30 июня 2014            | Германия                | 1:2                     | 120                     | 0                       | Чемпионат мира по футболу 2014 |

## Статистика
| Клуб             | Сезон            | Дивизион         | Лига  | Лига | Кубок страны | Кубок страны | Кубок Лиги | Кубок Лиги | Другие | Другие | Всего | Всего |
| Клуб             | Сезон            | Дивизион         | Матчи | Голы | Матчи        | Голы         | Матчи      | Голы       | Матчи  | Голы   | Матчи | Голы  |
| ---------------- | ---------------- | ---------------- | ----- | ---- | ------------ | ------------ | ---------- | ---------- | ------ | ------ | ----- | ----- |
| Реймс II         | 2008/09          | CFA2 (V)         | 5     | 0    | 0            | 0            | 0          | 0          | 0      | 0      | 5     | 0     |
| Реймс II         | 2009/10          | CFA2 (V)         | 22    | 1    | 0            | 0            | 0          | 0          | 0      | 0      | 22    | 1     |
| Реймс II         | 2010/11          | CFA2 (V)         | 18    | 2    | 0            | 0            | 0          | 0          | 0      | 0      | 18    | 2     |
| Реймс II         | Всего            | Всего            | 45    | 3    | 0            | 0            | 0          | 0          | 0      | 0      | 45    | 3     |
| Реймс            | 2009/10          | N (III)          | 1     | 0    | 1            | 0            | 0          | 0          | 0      | 0      | 2     | 0     |
| Реймс            | 2010/11          | L2 (II)          | 8     | 0    | 1            | 0            | 1          | 0          | 0      | 0      | 10    | 0     |
| Реймс            | 2011/12          | L2 (II)          | 26    | 1    | 1            | 0            | 1          | 0          | 0      | 0      | 28    | 1     |
| Реймс            | 2012/13          | L1 (I)           | 29    | 2    | 1            | 0            | 0          | 0          | 0      | 0      | 30    | 2     |
| Реймс            | 2013/14          | L1 (I)           | 33    | 0    | 3            | 0            | 0          | 0          | 0      | 0      | 36    | 0     |
| Реймс            | Всего            | Всего            | 97    | 3    | 7            | 0            | 2          | 0          | 0      | 0      | 106   | 3     |
| Всего за карьеру | Всего за карьеру | Всего за карьеру | 142   | 6    | 7            | 0            | 2          | 0          | 0      | 0      | 151   | 6     |

## Достижения
Сборная Алжира
- Обладатель Кубка африканских наций: 2019